# Championnat des îles Mariannes du Nord de football
Le championnat des îles Mariannes du Nord de football est une compétition sportive créée en 2005 mettant aux prises les meilleurs clubs de football des îles Mariannes du Nord. Le championnat est composé de 8 clubs et ceux-ci sont amateurs.

## Liste des clubs des îles Mariannes du Nord

### Division 1 (2022)
| Club               |
| ------------------ |
| Southern United FC |
| Tan Holdings FC    |
| Kanoa FC           |
| Fiesta Soccer Club |
| Tinian Premier FC  |
| Paire FC           |
| MP United          |
| Shirley's FC       |
| Matansa FC         |

### Division 2 (?)
| Club           |
| -------------- |
| Shirley's FC   |
| Sun Palace FC  |
| Thundercats FC |
| WNT FC         |

## Vainqueur par saison

### Championnat des îles Mariannes du Nord
- 2005-06 : Red Rocks Saipan
- 2006–07 : L&A/Lyung-Seung
- 2007 : Fiesta Inter Saipan (1)
- 2008 Spring: Inter Godfather's (2)
- 2008 Fall: Inter Godfather's (3)
- 2009 : Inter Godfather's (4)
- 2010 : MP United (1)
- 2011 : Inter Godfather's (5)

### M-Ligue Division 1
- 2012 Spring: Wild Bills (1)
- 2012 Fall: Tan Holdings (1)
- 2013 Spring: Wild Bills (2)
- 2013–14: Wild Bills (3)
- 2014 Fall: MP United (2)
- 2015 Spring: Tan Holdings (2)
- 2015 Fall: non disputé
- 2016 Spring: Tan Holdings (3)
- 2016 Fall: MP United (3)
- 2017 Spring: MP United (4)
- 2017 Fall: Tan Holdings (4)
- 2018 Spring: MP United (5)
- 2018 Fall: abandonné
- 2019 Spring: Teen Ayuyu
- 2019 Fall: All Blue (1)
- 2020 Spring: abandonné

### Marianas Soccer League
- 2021 Spring: Tan Holdings (5)
- 2021 Fall: All Blue (2)
- 2022 Spring: Eleven Tiger (1)
- 2022 Fall: Tan Holdings (6)
- 2023 Spring: Eleven Tiger (2)
- 2023 Fall: -
- 2024 Spring: Kanoa FC (1)

## Palmarès
| Clubs                                   | Titre(s) | Année(s)                                       |
| --------------------------------------- | -------- | ---------------------------------------------- |
| Tan Holdings FC                         | 6        | 2012-F, 2015-S, 2016-S, 2017-F, 2021-S, 2022-F |
| Inter Godfather's (Fiesta Inter Saipan) | 5        | 2007, 2008-S, 2008-F, 2009, 2011               |
| MP United                               | 5        | 2010, 2014-F, 2016-F, 2017-S, 2018-S           |
| IFC Wild Bills                          | 3        | 2012-S, 2013-S, 2013-14                        |
| All Blue                                | 2        | 2019-F, 2021-F                                 |
| Eleven Tiger                            | 2        | 2022-S, 2023-S                                 |
| Red Rocks Saipan                        | 1        | 2005-06                                        |
| L&A/Lyung-Seung                         | 1        | 2006-07                                        |
| Marianas Pacific United (MP United)     | 1        | 2010                                           |
| Teen Ayuyu                              | 1        | 2019-S                                         |
| Kanoa FC                                | 1        | 2024-S                                         |

## Classement des meilleurs buteurs par an
| Année   | Buteur(s)        | Equipe(s)           | Buts |
| 2005/06 | Alex Lufraglia   | Red Rocks Saipan    | 4    |
| 2006/07 | Mark McDonald    | L&A/Lyung-Seung     | 7    |
| 2007    | Masatoshi Otsuka | Fiesta Inter Saipan | 5    |
| 2008    | ?                | ?                   | ?    |
| 2009    | Joe Wang Miller  | MP United           | 23   |
| 2010    | Joe Wang Miller  | MP United           | 15   |
| 2016    | Martin Jambor    | Tan Holdings        | 14   |
| 2018    | Sunjoon Tenorio  | MP United           | 15   |